# Bé cultural d'interès local
Un bé cultural d'interès local, abreujat (BCIL) és una categoria de protecció del patrimoni cultural català, atorgada a un bé, tant moble com immoble o immaterial que, tot i la seva importància, no compleix les condicions pròpies dels béns culturals d'interès nacional (BCIN).
La declaració dels béns culturals d'interès local la fa el ple de l'Ajuntament, en els municipis de més de cinc mil habitants, o el ple del consell comarcal, en els municipis de menys de cinc mil habitants. Un cop fetes les declaracions, el Departament de Cultura de la Generalitat té l'obligació d'inscriure els béns en qüestió dins del catàleg de l'Inventari del Patrimoni Cultural Català.
Es tracta del segon nivell autonòmic de protecció i aquesta qualificació és equivalent, per exemple, a la de bé catalogat del patrimoni cultural aragonès d'Aragó o a bé de rellevància local de la Comunitat Valenciana. L'Avinguda Colomer de Gelida pot ser un exemple de bé cultural d'interès local.

## Classificació
Segons la llei, els béns més rellevants del patrimoni cultural català, tant mobles com immobles, han d'ésser declarats d'interès nacional, i es troben classificats en:
- Monument històric: construcció o altra obra material produïda per l'activitat humana que configura una unitat singular.
- Conjunt històric: agrupament de béns immobles, continu o dispers, que constitueix una unitat coherent i delimitable amb entitat pròpia, encara que cadascun individualment no tingui valors rellevants.
- Jardí històric: espai delimitat que és fruit de l'ordenació per l'home d'elements naturals i que pot incloure estructures de fàbrica.
- Lloc històric: paratge natural on es produeix un agrupament de béns immobles que fan part d'una unitat coherent per raons històriques i culturals a la qual es vinculen esdeveniments o records del passat, o que contenen obres de l'home amb valors històrics o tècnics.
- Zona d'interès etnològic: conjunt de vestigis, que poden incloure intervencions en el paisatge natural, edificis i instal·lacions, que contenen en llur si elements constitutius del patrimoni etnològic de Catalunya.
- Zona arqueològica: lloc on hi ha restes de la intervenció humana que solament és susceptible d'ésser estudiat en profunditat amb la metodologia arqueològica, tant si es troba en la superfície com si es troba en el subsòl o sota les aigües.
- Zona paleontològica: lloc on hi ha vestigis fossilitzats que constitueixen una unitat coherent i amb entitat pròpia, encara que cadascun individualment no tingui valors rellevants.

Els béns mobles poden ésser declarats d'interès nacional singularment o com a col·lecció.

## Procediment de la declaració
1. La declaració de béns culturals d'interès nacional requereix la incoació prèvia d'un expedient, iniciat d'ofici per l'administració de la Generalitat o bé a instància d'una altra administració pública o de qualsevol persona física o jurídica. Els acords de no-incoació han de ser motivats.
2. En la instrucció de l'expedient denominat a l'apartat primer cal donar audiència als interessats. Si l'expedient es refereix a béns immobles, cal donar àudia també a l'ajuntament corresponent i obrir un període d'informació pública.
3. En l'expedient a què fa referència l'apartat primer ha de constar l'informe del Consell Assessor del Patrimoni Cultural de Catalunya i també l'Institut d'Estudis Catalans o d'una de les institucions científiques, tècniques o universitàries de prestigi o competència reconeguts que siguin determinades per reglament.
4. L'expedient a què fa referència l'apartat primer ha de contenir informes històrics, arquitectònics, arqueològics i artístics, acompanyats d'una completa documentació gràfica, a més d'un informe detallat sobre l'estat de conservació del bé.

## Exemples

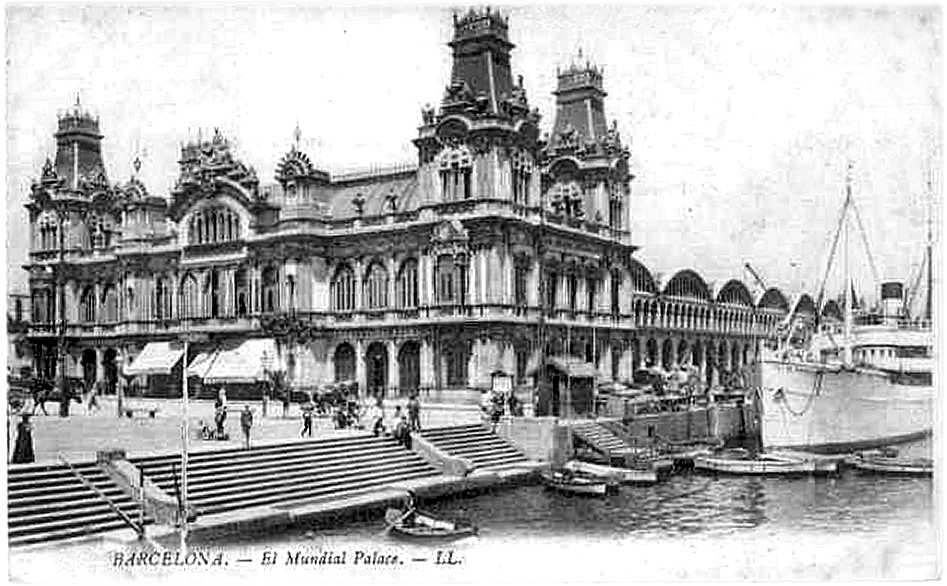
Edifici de l'Autoritat Portuària de Barcelona, 1917.
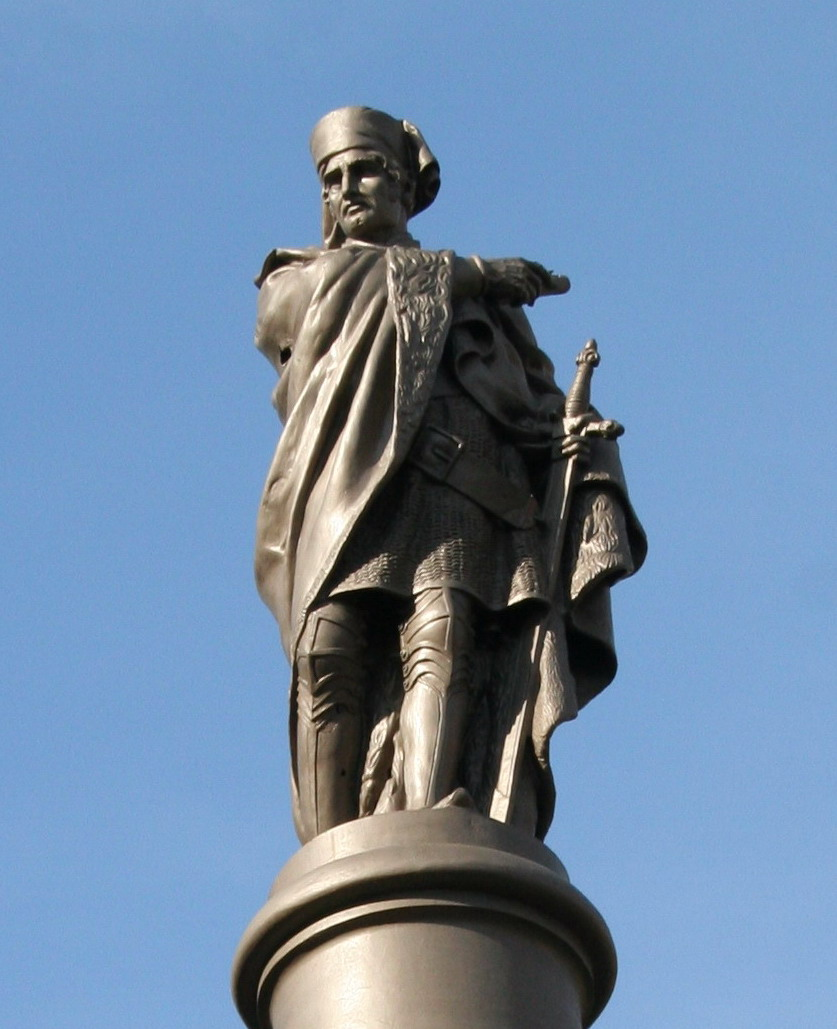
Monument a Galceran Marquet, a Barcelona.
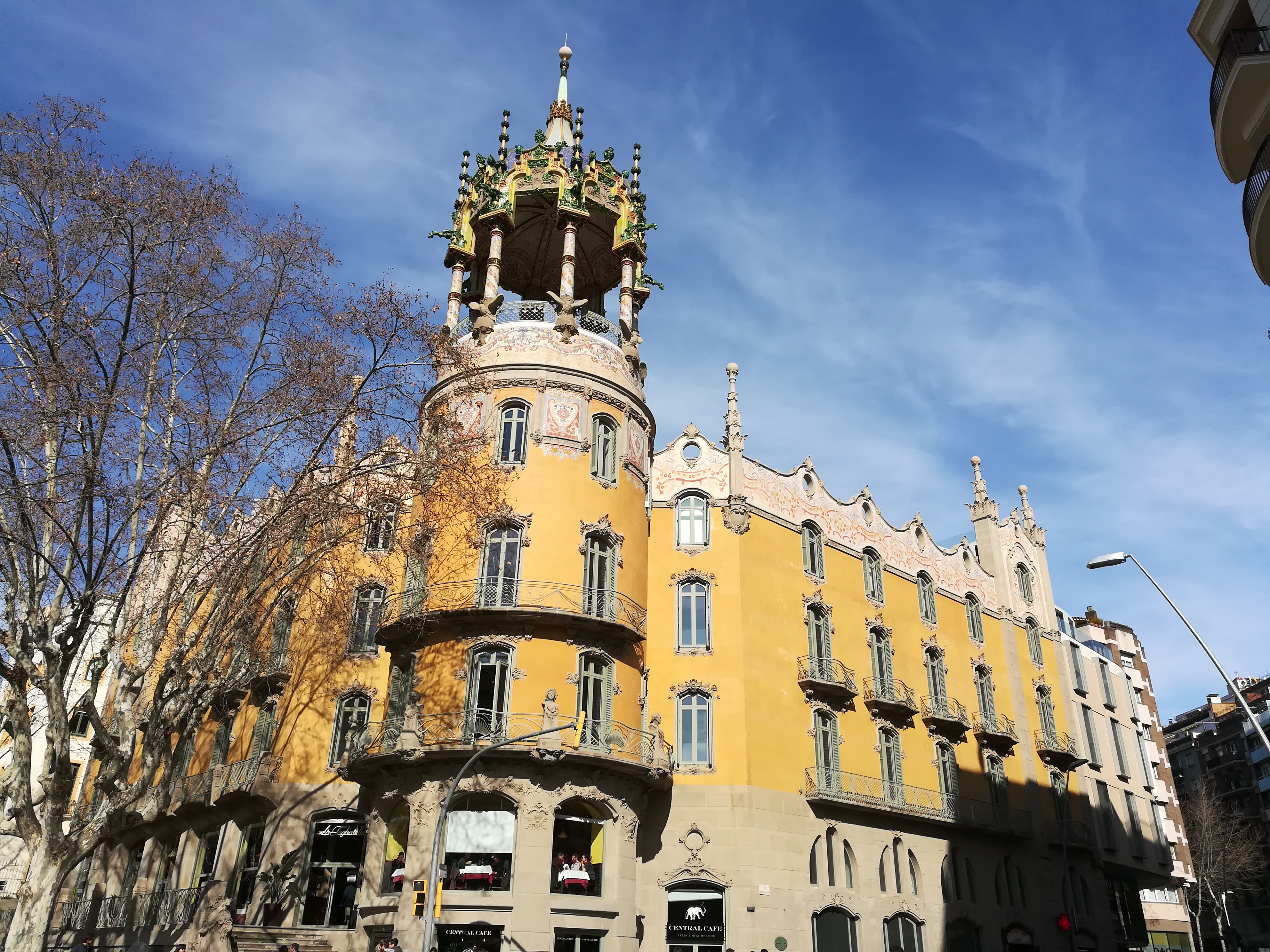
Torre Andreu, a Barcelona.
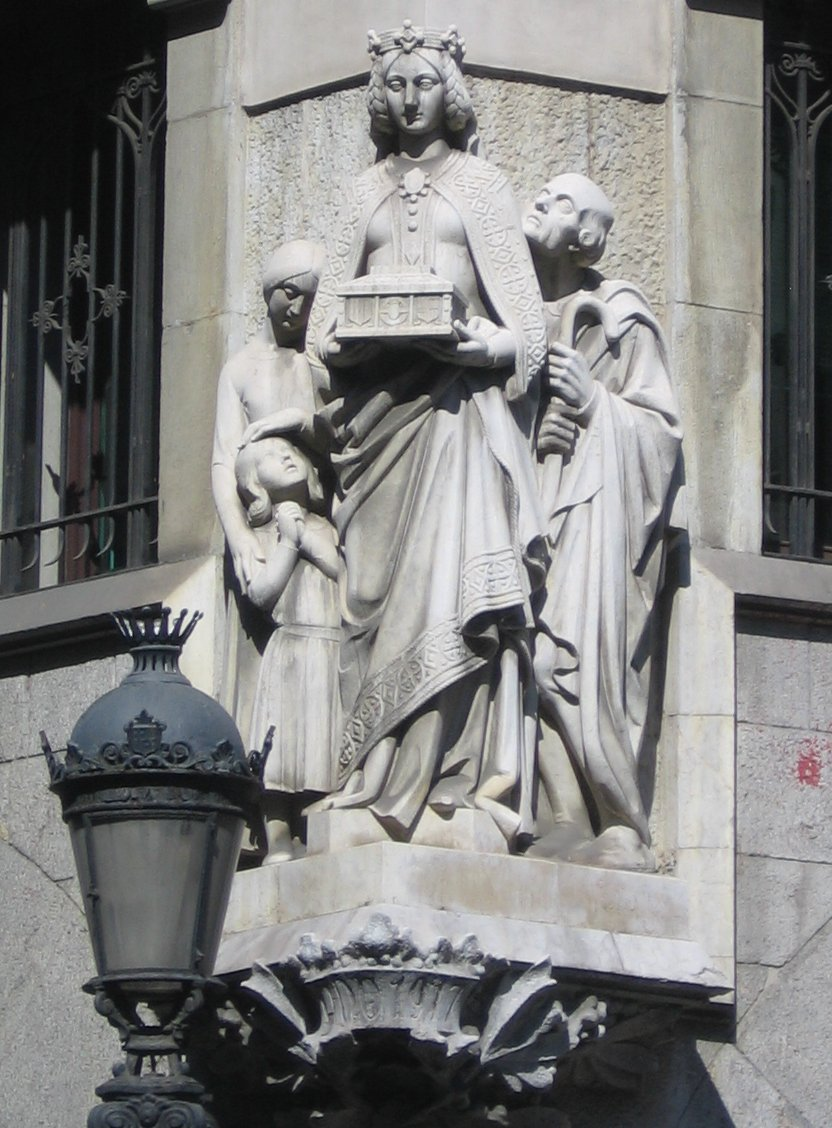
Escultura a l'Edifici Caixa de Pensions de Barcelona.
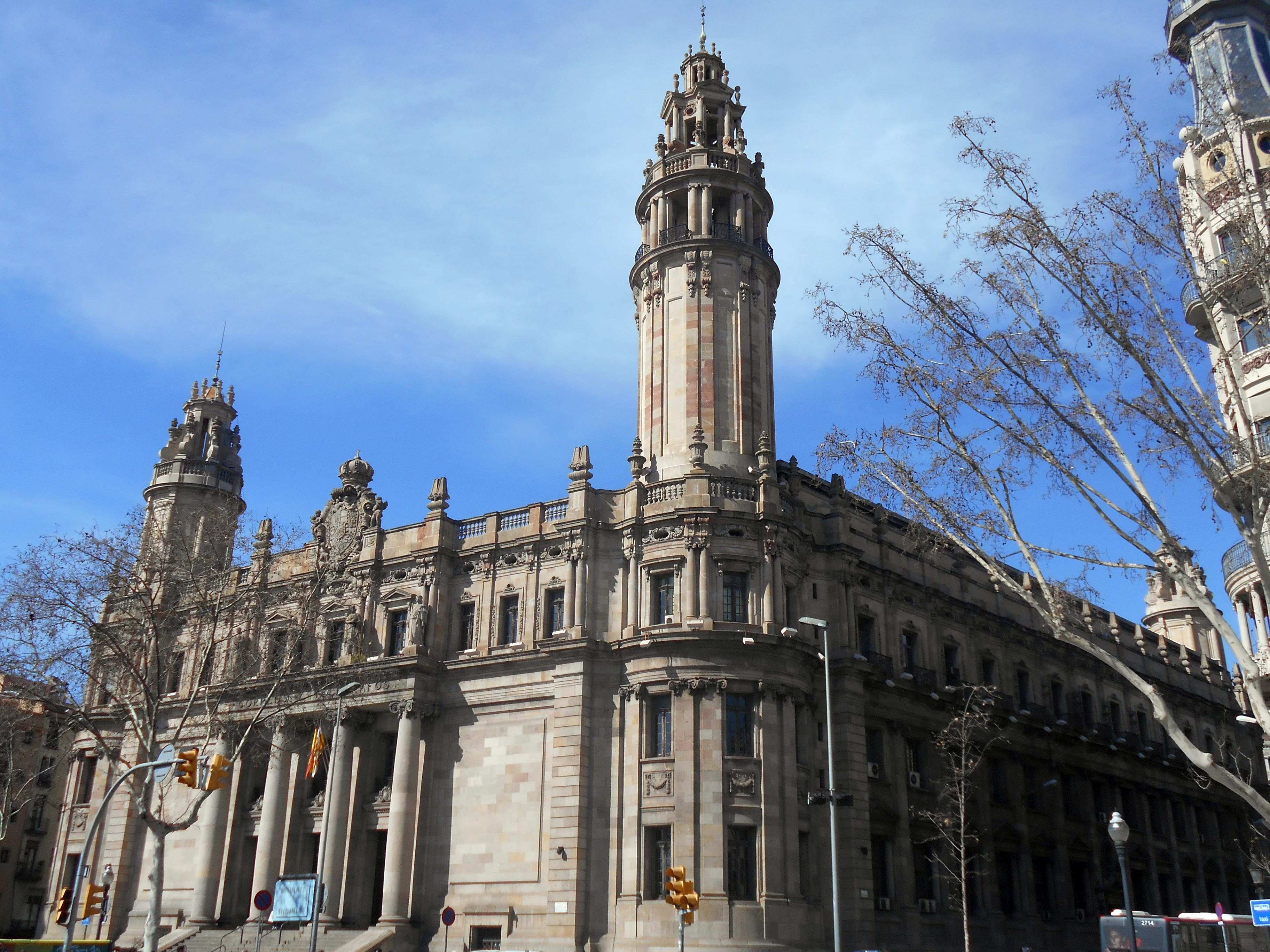
Edifici Central Correus, a Barcelona.
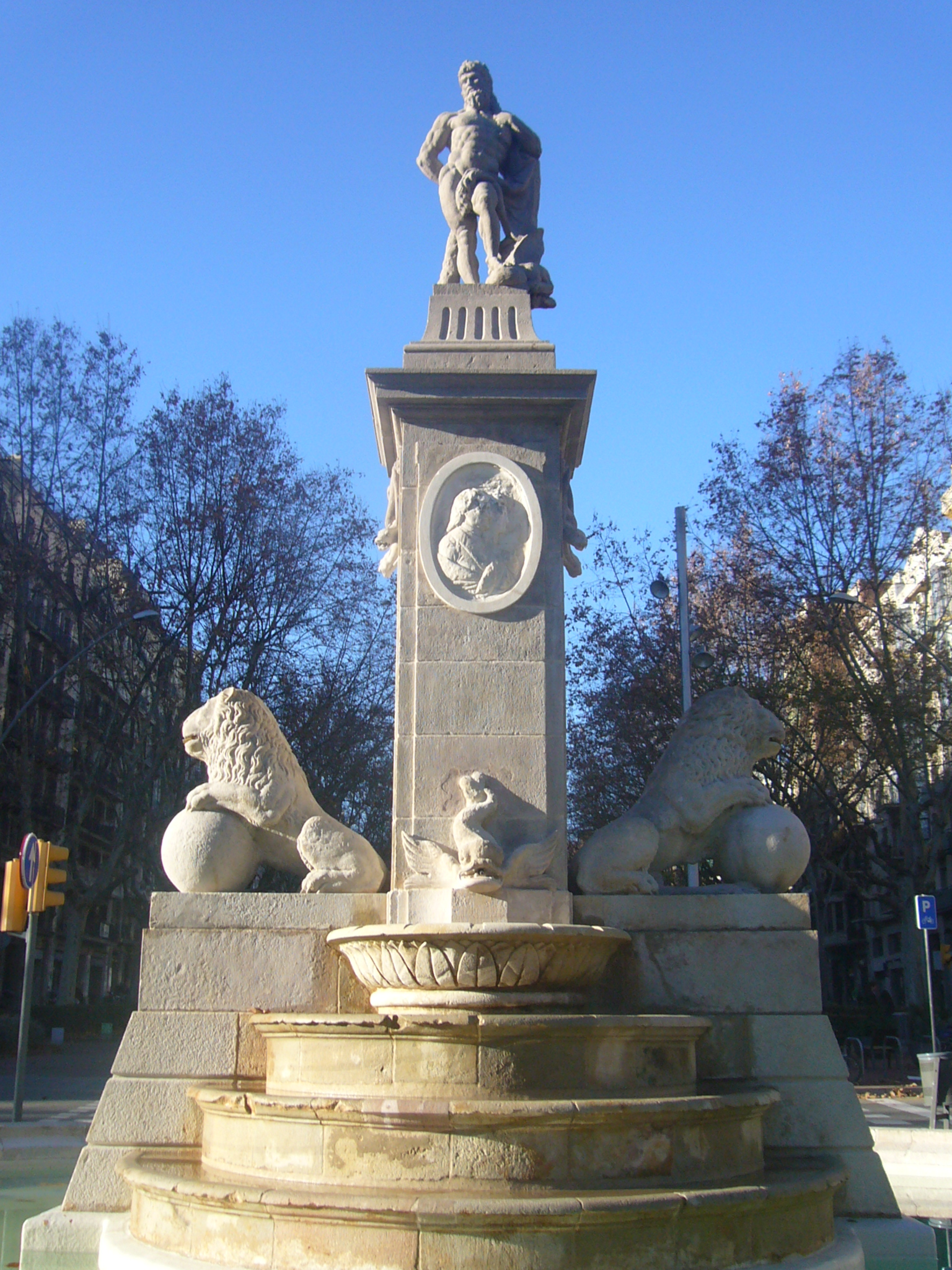
Font d'Hèrcules, a Barcelona.
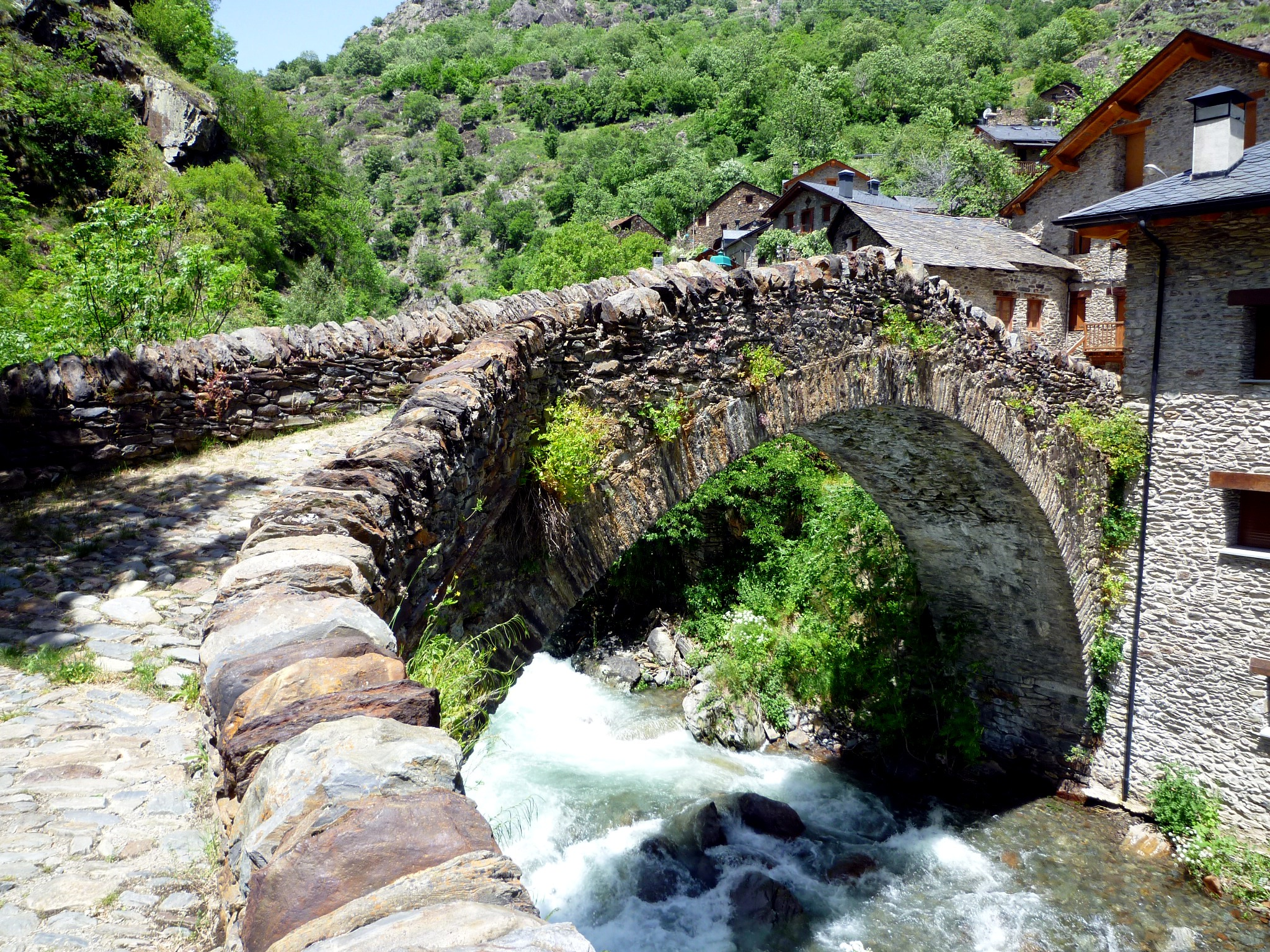
Pont vell de Tavascan (Lladorre-Pallars Sobirà).